# Oració subordinada
Una oració subordinada és una oració composta, és a dir, formada per més d'un verb. Cada verb és el nucli d'una oració diferent, que s'ajunten formant l'oració composta en què cada frase depèn d'una altra. Es necessiten l'una a l'altra per tenir sentit complet i no poden funcionar independentment.
Exemple: Necessito que m'escoltis

## L'oració subordinada en català
Tradicionalment s'havien classificat les oracions segons si podien substituir-se per un adjectiu, un substantiu o un adverbi, per tant en tres classes. La gramàtica contemporània, però, defuig la barreja de criteris i opta per una distinció segons el procediment sintàctic emprat. En conseqüència hi ha dos tipus bàsics de subordinació: Oració subordinada substantiva i subordinada de relatiu.
Les oracions substantives poden subordinar-se a la principal de manera directa com per exemple a Vull anar a casa teva o bé mitjançant un nexe o connector, com a M'agradaria que dinéssim junts. En el segon cas, les subordinades de relatiu estan introduïdes per un relatiu (usualment un pronom o un adverbi) que substitueix un element de l'oració principal o el modifica. L'antecedent modificat pot aparèixer de manera explícita o implícita.